# Чангакуль
Чангаку́ль (рос. Чангакуль, башк. Сәңгекүл) — присілок у складі Янаульського району Башкортостану, Росія. Входить до складу Воядинської сільської ради.
Населення — 52 особи (2010; 61 у 2002).
Національний склад:
- башкири — 85 %